# Doris McCarthy
Doris McCarthy (Calgary, 7 de julho de 1910 - 25 de novembro de 2010) é uma artista plástica canadense.

## Biografia
Passou a infância em Toronto, local para onde sua família se mudou em 1913, no distrito de The Beaches. A sua vida escolar se iniciou em 1915, quando entrou na Williamson Road School. Aos 11 anos, mudou para o Malvern Collegiate Institute. Já em 1922, seus dons artísticos começaram a surgir como pintora, desenhista e escritora, começando a escrever para jornais. 
Em 1939, McCarthy construiu uma casa próximo ao Scarborough Bluffs e com vista para o Lago Ontário. A residência passou a ter o nome de “Fool’s Paradise”, nomeada pela própria artista. Ela viveu por lá até 1972. Atualmente, a casa é o Doris McCarthy Artist-in-Residence Centre e tem apoio financeiro do Ontario Heritage Trust .  
Também recebeu um documentário em sua homenagem, em 1983, o "Doris McCarthy, Heart of a Painter” produzido por Wendy Wacko. 
Em 1925, se inscreveu para concorrer a uma bolsa de estudos para jovens na Ontario College of Art (OCA), foi aprovada e então passou a ter aulas com os artistas renomados do início do século XX como Arthur Lismer e Hortense Gordon. Doris também buscou referência em dois artistas do "Grupo dos Sete", A.Y. Jackson e Lawren Harris mas, em 2004, em uma entrevista, disse que acreditava não ter sido influenciada pelos dois. 
Em 1930, se formou na Ontario College of Art e suas obras foram exibidas na Ontario Society of Artists’ (OSA) em 1931. Entre os 5 anos seguintes depois da sua formação na OCA, deu aulas para crianças na Art Gallery of Toronto. Em 1932, ainda iniciou sua longa carreira de 40 anos lecionando na Central Technical School. Sua especialização continuou quando se formou, no ano de 1933 na Ontario College for Technical Teachers em Hamilton. A pós-graduação foi iniciada logo depois da sua última formação em 1933 e se dedicou a estudar sobre pintura na Central School of Arts and Crafts (Londres, Inglaterra).[carece de fontes?]
O ano de 1945 foi um grande marco na trajetória de Doris, foi quando ela se tornou membro da Ontario Society of Artists, onde também se tornou vice-presidente entre os anos de 1961-1964 e, depois, a primeira presidente mulher entre 1964-1967.
A década de 50 foi um marco. Já se apresentava como uma das grandes paisagistas canadenses. Em 1952, foi eleita como membro da Canadian Society of Painters and Watercolours (C.S.P.W.C.) e, no ano seguinte, como secretária da mesma instituição - entre 1956-1958 ainda foi presidente da mesma. Em 1954 recebeu da Ontario Department of Education o Certificado de Especialista em Arte. 
No ano de 1972, Doris se aposentou na Central Technical School e realizou sua primeira viagem ao Ártico . Ainda na década de 70, cursou Literatura na Universidade de Toronto. [carece de fontes?]
A década de 80 se abre com a artista recebendo o Civic Award of Merit de Scarborough. A década de 90 também foi marcada por menções honrosas, premiações e certificados.

## Estilo de pintura
Doris McCarthy é reconhecida grandemente pelas paisagens canadenses mas também tem pinturas de paisagens em outros países. No ano de 1951, viajou à Europa para pintar. Dez anos depois, viajou à Ásia e realizou uma coletânea de países como Afeganistão, Iraque e Camboja
Em suas pinturas, fazia uso da aquarela e de óleos espessos, e assim traçou sua característica de mesclar cores, novos ângulos, novos formatos e testes de cores. 

Quando viajou ao Ártico em 1972, realizou uma das suas célebres e mais famosas séries de pinturas, a "Iceberg Fantasies". 